# Liste der Baudenkmale in Kawakawa
Die Liste der Baudenkmale in Kawakawa umfasst alle vom New Zealand Historic Places Trust (NZHPT) als „Historic Place“ oder „Historic Area“ eingestuften Baudenkmale und Flächendenkmale der neuseeländischen Ortschaft Kawakawa. Die Angaben stammen aus dem Register des NZHPT. Die Bezeichnungen der Baudenkmale orientieren sich an diesem Register. In die Liste werden auch bekannte Wahi Tapu (Area), kulturell und religiös bedeutsame Stätten und Gebiete der Māori, aufgenommen. Sie werden jedoch meist nicht publiziert.

| Bild                                | Bezeichnung                                     | Ort      | Anschrift                                      | Beschreibung                                   | Bauzeit | Eintrag           | Nummer | Kat. |
| ----------------------------------- | ----------------------------------------------- | -------- | ---------------------------------------------- | ---------------------------------------------- | ------- | ----------------- | ------ | ---- |
| BW                                  | Courthouse including Police Station and Lock-up | Kawakawa | 18 Albert Street und Church Street Karte       | Gerichtsgebäude, Polizeistation und Haftzellen | 1896    | 25. November 1982 | 0405   | 2    |
| St Francis Xavier Church (Catholic) | St Francis Xavier Church (Catholic)             | Kawakawa | 25 North Road Karte                            | katholische Kirche                             | 1875    | 25. November 1982 | 0415   | 2    |
| BW                                  | Cottage                                         | Kawakawa | 1 Newman Street Karte                          | Wohnhaus                                       | 1880    | 6. September 1984 | 3832   | 2    |
| BW                                  | Cottage                                         | Kawakawa | 7 Vogel Street Karte                           | Wohnhaus                                       | 1890    | 6. September 1984 | 3936   | 2    |
| BW                                  | House                                           | Kawakawa | 4 Greenacres Drive und Commercial Street Karte | Wohnhaus                                       | 1880    | 6. September 1984 | 3937   | 2    |